# 二之江町
二之江町（にのえちょう）は、東京都江戸川区の町名。住居表示未実施。丁目の設定のない単独町名である。

## 地理
江戸川区中部に位置する。北で一之江町、東で春江町五丁目、南で船堀七丁目、西で船堀五丁目と隣接する。東辺を一之江通りと接し、西辺を一之江境川で画す。町域内のほとんどは住宅地であるが、町域面積の極めて小さな町であるため、公共施設などは少ない。学区は町域外に設置された学校の学区に組み込まれており、小学校は船堀の江戸川区立船堀第二小学校、中学校は春江町の江戸川区立二之江中学校とされている。

## 歴史
1889年（明治22年）の町村制施行時には瑞穂村、1913年（大正2年）以降は瑞江村の大字であった。1932年（昭和7年）の江戸川区成立時に二之江町となる。1938年（昭和13年）の町名地番整理により、町の大部分が春江町四〜五丁目・西瑞江四〜五丁目・江戸川四〜六丁目となった。1967年（昭和42年）の住居表示実施により一部が船堀七丁目となり、残る一部が現在の二之江町で、住居表示未実施の狭小区域として存続している。
二之江町のほか、近隣の一之江町、春江町四・五丁目、西瑞江五丁目（一部）、江戸川六丁目（一部）を含む一帯について、江戸川区は「二之江一〜五丁目」という新町名への変更を予定し、1998年（平成10年）5月1日付の『広報えどがわ』に新町域図が掲載された。しかし、住民の強い反対により、当該地区の町名変更は見送られている。

## 世帯数と人口
2025年（令和7年）1月1日現在（江戸川区発表）の世帯数と人口は以下の通りである。
- 世帯数 : 353世帯
- 人口 : 713人

### 人口の変遷
国勢調査による人口の推移。
| 年                 | 人口 |
| ------------------ | ---- |
| 1995年（平成7年）  | 767  |
| 2000年（平成12年） | 758  |
| 2005年（平成17年） | 734  |
| 2010年（平成22年） | 786  |
| 2015年（平成27年） | 711  |
| 2020年（令和2年）  | 741  |

### 世帯数の変遷
国勢調査による世帯数の推移。
| 年                 | 世帯数 |
| ------------------ | ------ |
| 1995年（平成7年）  | 263    |
| 2000年（平成12年） | 280    |
| 2005年（平成17年） | 275    |
| 2010年（平成22年） | 310    |
| 2015年（平成27年） | 289    |
| 2020年（令和2年）  | 304    |

## 学区
区立小・中学校に通う場合、学区は以下の通りとなる(2023年4月時点)。なお、江戸川区では学校選択制度を導入しており、区内全域から選択することが可能。。
| 番地 | 小学校                   | 中学校                 |
| ---- | ------------------------ | ---------------------- |
| 全域 | 江戸川区立船堀第二小学校 | 江戸川区立二之江中学校 |

## 事業所
2021年（令和3年）現在の経済センサス調査による事業所数と従業員数は以下の通りである。
| 町丁     | 事業所数 | 従業員数 |
| -------- | -------- | -------- |
| 二之江町 | 27事業所 | 283人    |

### 事業者数の変遷
経済センサスによる事業所数の推移。
| 年                 | 事業者数 |
| ------------------ | -------- |
| 2016年（平成28年） | 29       |
| 2021年（令和3年）  | 27       |

### 従業員数の変遷
経済センサスによる従業員数の推移。
| 年                 | 従業員数 |
| ------------------ | -------- |
| 2016年（平成28年） | 294      |
| 2021年（令和3年）  | 283      |

## 交通

### 鉄道
町域内に鉄道駅はない。しかし、隣接する船堀、一之江にそれぞれ1路線1駅があるため、地域住民の鉄道交通機関の利用に困難は少ない。都営地下鉄新宿線船堀駅（船堀）及び一之江駅（一之江）が最寄り駅となる。以下に最寄駅を挙げる。

### バス
現在、一之江通りを下記の都営バス1系統が走っているのみであり、葛西駅、平井駅との連絡がある。

- 平23 （葛西 - 平井）

- 春江町四丁目
- 春江町五丁目

### 道路
- 一之江通り

## 施設
- 二之江さくら公園 - NHK朝の連続テレビ小説「さくら」（2002年4月〜2002年9月）の第2話にて、主人公が最初に訪れた桜の咲く公園のロケ地。
- 二ノ江幼稚園
- 東都生活協同組合江戸川センター
- 一之江境川親水公園

## その他

### 日本郵便
- 郵便番号 : 134-0093[3]（集配局 : 葛西郵便局[15]）。